# Zhou Bichang
Zhou Bichang (chino simplificado: 周笔畅; chino tradicional: 周筆暢, pinyin: Zhōu Bǐchàng, también conocida como Bibi Bibi Zhou o Chow, nacida el 26 de julio de 1985 en Changsha, Hunan), es una cantante y compositora china. 

## Carrera
Fue la primera finalista del Concurso 2005 de Super Girl, en la que triunfó en la categoría de Operación Triunfo junto a los demás concursantes solo de la categoría femenina. Su voz ha sido apropiada como la versión femenina de David Tao, Wang Leehom, y Jay Chou, que interpretó algunas de sus canciones durante el concurso.
El 18 de marzo de 2006, Zhou firmó un contrato de grabación con el sello Yuelin. Desde entonces, ha publicado varios singles, un EP y tres álbumes. Su álbum debut, "Quién me ha tocado violín de cuerdas", fue lanzado en agosto de 2006. En la primavera de 2007, Zhou asistió al Programa de Encore en el Musicians Institute en Hollywood, California, en una concentración de rendimiento de rhythm & blues. El 18 de diciembre de 2007, la cantante lanzó sus dobles discos, llamado "Ahora" y "Wow", cada uno con diez canciones. 

## Discografía
| Álbum de información                                                              | Lista |
| --------------------------------------------------------------------------------- | --- |
| Bibi's 1st EP (周筆暢1st EP) - Lanzamiento: 1 de junio de 2006                    | Ver listaTracklisting 1. 只剩我一個(Only I am Left） 2. 呃… (Uh…) 3. 不痛 (Doesn’t Hurt) 4. 天鵝 (Swan) |
| Who Touched My Violin String (谁动了我的琴弦) - Lanzamiento: 12 de agosto de 2006 | Ver listaTracklisting 1. 號碼 (Phone Number) 2. 別愛我，像愛個朋友 (Don’t Love Me, Like Loving a Friend） 3. 喂! 喂! (Hey! Hey!) 4. 誰動了我的琴弦 (Who Touched My Violin String) 5. 那個那個 (That One That One) 6. 毒蘑菇 (Poisonous Mushroom) 7. Silence 8. 風箏 (Kite) 9. 無人島 (Deserted Island) 10. 戴眼鏡的女孩 (The Girl With Glasses) |
| NOW - Lanzamiento: 18 de diciembre de 2007                                        | Ver listaTracklisting 1. 瀏陽河 2008 (Liuyang River 2008) 2. 一週年(Anniversary) 3. 阿鳳 (Ah Feng) 4. 相信愛情 (Believe in Love) 5. 天使之城 (City of Angels) 6. 那個我 對我說 (That Me Told Myself) 7. 彼此 (Each Other) 8. 你好嗎 (How Are You) 9. 愛好難 (Love is Hard) 10. 未來就是現在 (The Future is Now)                                 |
| WOW - Lanzamiento: 18 de diciembre de 2007                                        | Ver listaTracklisting 1. WOW 2. 全年無休 (Restless Year Round) 3. 反復 (Repeat) 4. 為了認識你 (Just to Meet You) 5. 沙漠也找到巴黎 (Find Paris in Desert) 6. 傻瓜的天才 (Silly Genius) 7. 貓的冒險 (Cat's Adventure) 8. 怎樣 (So What) 9. Oh Yes!! 10. 汗 (Sweat)                                                                               |
| Time (時間) - Lanzamiento: 8 de julio de 2009                                     | Ver listaTracklisting 1. Season 2. 這句話 (These Words) 3. 你們的愛 (Your Love) 4. 倒敘的時光 (Reversed Time) 5. 青睞 (Favor) 6. 上帝咬過的蘋果 (An Apple Bitten by God) 7. 唱一半的歌 (Sing Half a Song) 8. 學會感覺 (Learning to Feel) 9. 醒着夢遊 (Sleepwalking While Awake) 10. 唱響幸福 (Sing Out Happiness)                               |
| I, fish, light, mirror (i,魚,光,鏡) - Lanzamiento: 18 de junio de 2010            | Ver listaTracklisting 1. I miss U missing me 2. 魚罐頭 (Canned Fish) 3. 單面鏡 (Single Mirror) 4. 戀愛料理 (Love Cuisine) 5. 時光机与流浪者 (Time Machine) 6. 星期三的信 (Wednesday's Letter) 7. 別裝了 (Other Installed) 8. 眼鏡 (Glasses) 9. 二手歌 (Second-hand Songs) 10. Love & Life 11. 一滴淚的距离 (A Tear in The Distance)             |

| Año  | Título de la canción                                                                                       |
| ---- | --- |
| 2002 | - 多麼的想你 (How I Miss You)                                                                              |
| 2005 | - 筆記 (Bibi’s Notes)                                                                                      |
| 2006 | - 曾經跟你做同學 (I Once Was Your Classmate) - 甩包包 (Swing Swing Swing) - 解脫 (Extricate) - 娃娃 (Kids) |
| 2007 | - 夢想在望 (Dream in Sight) - 生命之光 (Life’s Light) - We Are Ready                                       |
| 2008 | - 妈妈,我不哭 (Mom, I won't cry)                                                                           |
| 2009 | - 大家一起喜洋洋 （To be happy together）                                                                  |

## Filmografía
| Película de información |
| --- |
| McDull, the Alumni《春田花花同學會》 - Lanzamiento: 26 de enero de 2006 - Role: OL3                                               |
| The 601st Phone Call《第601個電話》 - Lanzamiento: 18 de agosto de 2006 - Role: 易淑 (Yishu)                                      |
| Who Touched My Violin String (Music Movie) 《誰動了我的琴弦》（音樂電影） - Lanzamiento: 9 de octubre de 2006 - Role: 筆筆 (Bibi) |

### Programas de variedades
- Happy Camp (2015, 2016, 2017) - 6 episodios - invitada.

## Eventos
| Año  | Título                                          | Notas                                                        |
| ---- | ----------------------------------------------- | ------------------------------------------------------------ |
| 2019 | Hunan TV - "Suning Double 11 Carnival Festival" | (interpretó: "Unrestrained (无羁) de la serie "The Untamed") |

## Selección de premios musicales
| Año  | Premios |
| ---- | --- |
| 2005 | - Hong Kong City Music Award - Most Popular Singer (Nationwide) |
| 2006 | - Guangdong 9+2 Music Awards - Best New Artist (Mainland China) - Shanghai East Music Awards - Most Popular Artist, Top 10 Songs of the Year (for "Bibi's Notes") - Pepsi Music Chart Awards - Most Popular Female Singer (Mainland China) - Hong Kong City Mandarin Music Award - Best Female Singer, Most Popular Female Singer (Nationwide), Most Popular Karaoke Songs (for "Bibi's Notes") - The 6th Global Chinese Music Awards - Most Popular New Female Artist, Allround Artist, Regional Outstanding Singer for Guangdong - Guangdong 9+2 Music Award - Most Popular Female Singer (Mainland China), Best Album (for Who Touched My Violin String), Top 10 Songs of the Year (for "Phone Number") - Hong Kong TVB8 Music Award - Best New Female Artist, Audience's Favorite Female Singer (Mainland China), Top 10 Songs of the Year (for "Only Me Left") |
| 2007 | - 1st M. Music Annual Awards - Best Selling Original Song from a Movie of the Year, Special Contributions Award and Best Selling Female Artist of the Year (Mainland China) - The 13th Chinese Music "Bang Zhong Bang" Awards - Best New Comer of the Year (Mainland China) - Hong Kong Top 10 Chinese Songs Music Award - Nominated for Most Popular Female Singer (Nationwide) - The 14th Shanghai East Music Awards - Outstanding Performance of the Year, Top 10 Songs of the Year (for "Phone Number") - The 7th Global Chinese Music Awards - Top 5 Most Popular Female Singers, Allround Artist, Regional Outstanding Singer for Guangdong, Top 20 Songs of the Year (for "The Future is Now") |
| 2008 | - Yiting Music Charts Annual Awards - Top Female Artist of the Year, Most Popular Single of the Year (for "Liuyang River 2008"), and Hottest Album of the Year (for "Now") - Guangdong 9+2 Music Pioneer Awards - Most Popular Female Artist (Mainland China), Top 10 Songs of the Year (for "Liuyang River 2008"), Best Album of the Year (for "Now"), and the Most Popular Female Artist Voted Online - The 15th Shanghai East Fengyun Music Awards - Best Female Artist, Top 10 Songs of the Year (for "Liuyang River 2008") - Music Radio China Top Charts Awards - Best Female Artist |
| 2009 | - Hong Kong City Mandarin Music Award - Best Female Singer (Mainland China), Nationwide Most Popular Singer (Guangzhou), Top 20 Songs of the Year (for "Your Love") |